# International Maritime Dangerous Goods Code
Der IMDG-Code (International Maritime Dangerous Goods Code) ist die Beförderungsvorschrift für gefährliche Güter im Seeschiffsverkehr. Er ist eine Ausarbeitung der Internationalen Seeschifffahrts-Organisation (IMO, International Maritime Organization der Vereinten Nationen). Er ergänzt die Bestimmungen des Internationalen Übereinkommens von 1974 zum Schutz des menschlichen Lebens auf See (SOLAS), insbesondere dessen Kapitel VII.

## Geschichte
Nachdem schon auf der zweiten Schiffssicherheitskonferenz (Zweite Titanic-Konferenz) im April und Mai 1929 in London die grundsätzliche Notwendigkeit internationaler Regeln für den Transport gefährlicher Güter erkannt worden war, wurden auf der Schiffssicherheitskonferenz 1948 in Genf erste allgemeine Regeln für diesen Bereich beschlossen. Im Jahr 1956 legte der UN-Sachverständigenausschuss seinen Empfehlung 56 genannten Bericht vor, in dem der Rahmen und eine vereinheitlichte Systematik des späteren IMDG-Codes aufgestellt wurden. Auf dieser Grundlage legte die Schiffssicherheitskonferenz 1960 einen ersten allgemeinen Vorschriftenrahmen im SOLAS-Kapitel VII fest und arbeitete mit dem Schiffssicherheitsausschuss der IMO (MSC) auf die Annahme eines einheitlichen von der IMO erarbeiteten Gefahrgutcodes hin. 1965 wurde schließlich der Entwurf zum IMDG-Code der beauftragten Arbeitsgruppe vom Schiffssicherheitsausschuss gebilligt und der Versammlung der IMO zum Entschluss empfohlen, aber auf der Schiffssicherheitskonferenz 1974 nicht umgesetzt.
Der IMDG-Code-Entwurf wurde in den darauffolgenden Jahren zweimal überarbeitet und den Recommendations on the Transport of Dangerous Goods der Vereinten Nationen angepasst, er behielt seinen lediglich empfehlenden Charakter bis zum 1. Januar 2004, an dem er völkerrechtlich verbindlich wurde.
Schon auf der MARPOL-Konferenz 1973 wurde erkannt, dass auch die Freisetzung verpackter Gefahrgüter bei der Beförderung über See auf ein Mindestmaß verringert werden muss, was in der Anlage III von MARPOL 73/78 festgehalten wurde. Der Ausschuss für den Schutz der Meeresumwelt (MEPC) fasst 1985 den Beschluss, die Anlage III durch den IMDG-Code zu ersetzen, was im selben Jahr gebilligt wurde. Die beschlossenen Änderungen traten 1994, 1996 und 2002 in Kraft.

## Beschreibung
Der IMDG-Code ist weitgehend identisch mit der Kennzeichnung nach ADR/RID für Straße und Schiene: Es verwendet die Gefahrgutklassen und die UN-Nummern:
Beispiel: IMDG 6.1/I UN 1889
- Klasse 6.1 Giftige Stoffe
- UN 1889 = Bromcyan

In der Bundesrepublik Deutschland ist der IMDG-Code Bestandteil der GGVSee. Angegeben werden Klasse, Verpackungsgruppe und UN-Nummer. Die Angaben entsprechen dem 25. Amendment, soweit nicht abweichende oder weitergehende Vorschriften der GGVSee bestehen.